# Alpine Linux
Alpine Linux és una distribució Linux molt lleugera, orientada a la seguretat i basada en musl, BusyBox i OpenRC. Per seguretat, Alpine compila els binaris de l'espai d'usuari com position-independent executable (PIE) el que confereix protecció davant del stack smashing (desbordament de pila). Essent una distribució petita, lleugera i segura per defecte; s'utilitza en contenidors que proporcionen temps d'arrencada ràpids, en màquines virtuals, en sistemes incrustats, com ara encaminadors, servidors i NAS. Es pot executar des de la RAM, però també és útil en maquinari personal en tasques de propòsit general. Essent possible també, encara que opcional, instal·lar eines GNU o escriptoris com GNOME o Plasma.